# IC 2193
IC 2193 ist eine Spiralgalaxie vom Hubble-Typ Sb im Sternbild Zwillinge auf der Ekliptik. Sie ist schätzungsweise 223 Millionen Lichtjahre von der Milchstraße entfernt und hat einen Durchmesser von etwa 100.000 Lichtjahren. Gemeinsam mit vier weiteren Galaxien bildet sie die NGC 2410-Gruppe (LGG 146).

Im selben Himmelsareal befinden sich u. a. die Galaxien IC 2192, IC 2194, IC 2196, IC 2197.
Das Objekt wurde am 12. Mai 1888 von dem US-amerikanischen Astronomen Edward Emerson Barnard entdeckt.